# Préfet du prétoire
 (janvier 2013).
Le préfet du prétoire (præfectus prætorio) est l'officier commandant la garde prétorienne à Rome, sous le Haut-Empire, et un haut fonctionnaire à la tête d'un groupe de provinces, la préfecture du prétoire, dans l'Antiquité tardive.

## Le préfet du prétoire sous le Principat

### Fonction
Cette charge a été créée par Auguste en 2 av. J.-C. et réservée aux membres de l'ordre équestre. À ce poste il nomma deux chevaliers, P. Salvius Aper et Q. Ostorius Scapula,. Leur successeur, peut-être préfet unique, fut Valerius Ligur, suivi plus tard, de Lucius Seius Strabo, le père de Séjan, préfet du prétoire unique de manière certaine. Cette magistrature dura jusqu'à la fin de l'Empire, au VIe siècle[réf. nécessaire].
Le ou les deux préfets du prétoire avaient ainsi en charge la protection de l'empereur. Tibère donna cette charge à un seul homme ; toutefois il plaça la cohorte de service au palais sous son commandement direct. Il réunit également à Rome, en une seule caserne, des cohortes qui auparavant étaient dispersées : 3 à Rome, 3 à Aquilée, et 3 en une autre ville non définie. L'empereur Vespasien marqua sa volonté d'associer au trône son fils Titus en lui confiant la charge de préfet du prétoire, bien qu'il ne fût pas chevalier.

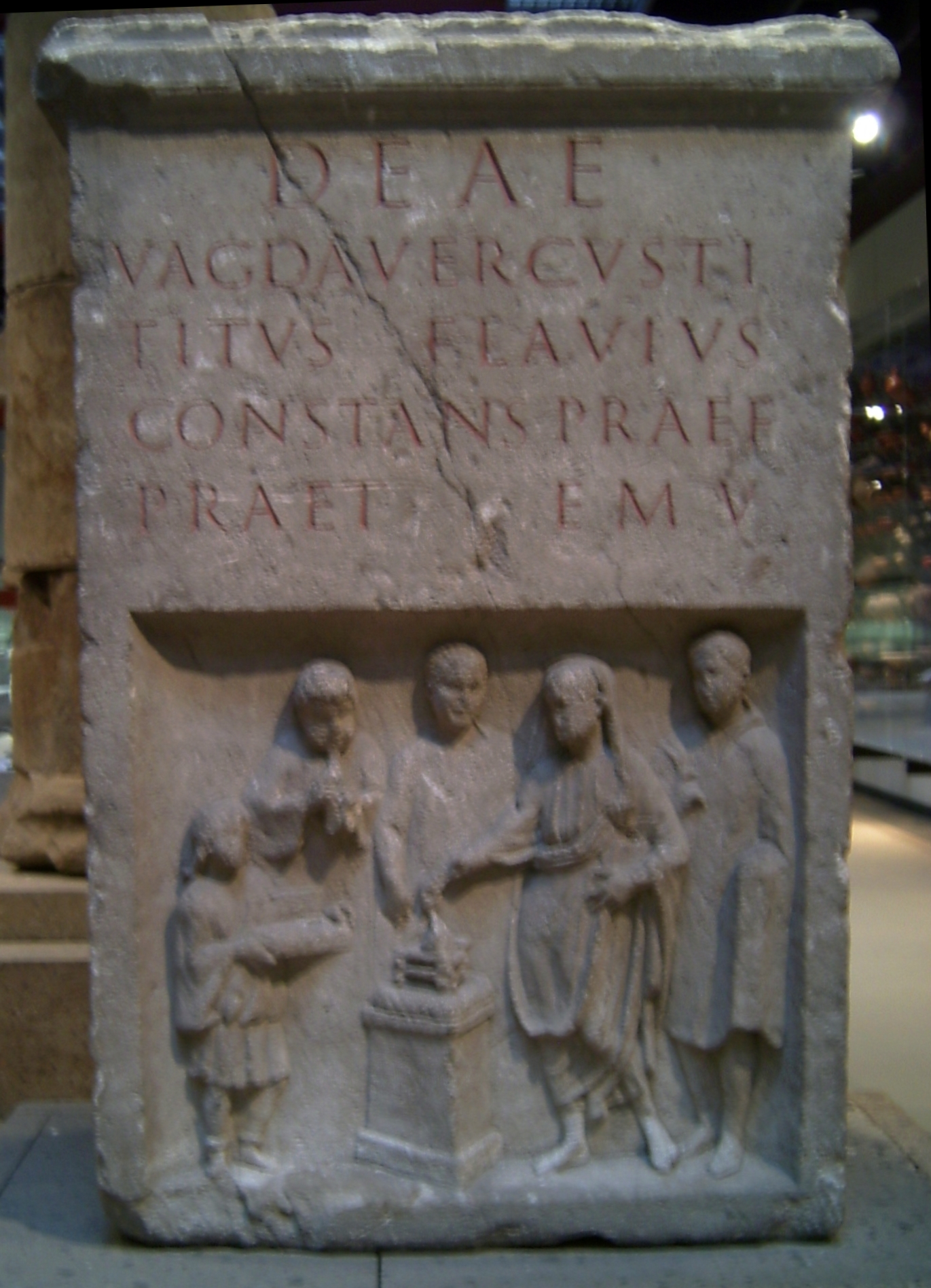
Stèle érigée par Flavius Constans, un préfet du prétoire de Marc Aurèle, à Cologne (Germanie inférieure).

Antonin le Pieux, brièvement, puis Marc Aurèle presque systématiquement et Commode — sauf à la fin de son règne — nommèrent à nouveau deux préfets, ce qui fut la norme au IIIe siècle. Plus tard Constantin Ier en porta le nombre à quatre, lorsqu'il partagea l'empire en quatre préfectures. Depuis le principat de Septime Sévère, la surveillance de l'entretien des routes italiennes semble être assurée par le préfet du prétoire, dont dépendent les curateurs des routes italiennes.
Ils étaient au début uniquement chefs de la garde prétorienne, alors seule force armée présente à Rome. Ses cohortes avaient des effectifs doubles de ceux d'une légion normale. Peu à peu, les préfets du prétoire acquirent une juridiction, au point d'obtenir un pouvoir proche de celui de l'empereur, et aux IIe et IIIe siècles, ils accaparèrent presque toute l'autorité. Ce fut alors l'époque de leur plus grande puissance : ils donnèrent parfois l'empire à un prétendant ou se l'attribuèrent.
Le préfet du prétoire était alors le deuxième personnage de l'Empire ; cette fonction était le sommet d'une carrière équestre et militaire.

### Liste des préfets du prétoire des dynasties julio-claudienne, flavienne et antonine
| Empereurs (période de règne)           | Nom                            | date d'entrée en charges | date de sortie de charges | Nom                                    | date d'entrée en charges | date de sortie de charges |
| -------------------------------------- | ------------------------------ | ------------------------ | ------------------------- | -------------------------------------- | ------------------------ | ------------------------- |
|                                        |                                |                          |                           |                                        |                          |                           |
| Auguste (27 av. J.-C.-14 apr. J.-C.)   | Publius Salvius Aper           | -2                       | ??                        | Quintus Ostorius Scapula               | -2                       | ??                        |
| Auguste (27 av. J.-C.-14 apr. J.-C.)   | Lucius Seius Strabo            | ??                       | 15                        | ??                                     | ??                       | 14                        |
| Tibère (14-37 apr. J.-C.)              | Lucius Seius Strabo            | ??                       | 15                        | Lucius Aelius Seianus                  | 15                       | 31                        |
| Tibère (14-37 apr. J.-C.)              | Quintus Naevius Sutorius Macro | 31                       | 38                        |                                        |                          |                           |
| Tibère (14-37 apr. J.-C.)              | Quintus Naevius Sutorius Macro | 31                       | 38                        |                                        |                          |                           |
| Caligula (37-41 apr. J.-C.)            | Quintus Naevius Sutorius Macro | 31                       | 38                        |                                        |                          |                           |
| Marcus Arrecinus Clemens               | 38                             | 41                       | Lucius Arruntius Stella   | 38                                     | 41                       |                           |
| Claude (41-54 apr. J.-C.)              | Ruffrius Pollio                | 41                       | 44                        | Catonius Justus                        | 41                       | 43                        |
| Claude (41-54 apr. J.-C.)              | Lucius Lusius Geta             | 44                       | 51                        | Rufrius Crispinus                      | 43                       | 51                        |
| Claude (41-54 apr. J.-C.)              | Sextus Afranius Burrus         | 51                       | 62                        |                                        |                          |                           |
| Néron (54-68 apr. J.-C.)               | Sextus Afranius Burrus         | 51                       | 62                        |                                        |                          |                           |
| Lucius Faenius Rufus                   | 62                             | 65                       | Gaius Ofonius Tigellinus  | 62                                     | 68                       |                           |
| Gaius Nymphidius Sabinus               | 65                             | 68                       | Gaius Ofonius Tigellinus  | 62                                     | 68                       |                           |
| Galba (68-69 apr. J.-C.)               | Cornelius Laco                 | 68                       | 69                        |                                        |                          |                           |
| Othon (69 apr. J.-C.)                  | Plotius Firmus                 | 69                       | 69                        | Licinius Proculus                      | 69                       | 69                        |
| Vitellius (69 apr. J.-C.)              | Publius Sabinus                | 69                       | 69                        | Alfenius Varus                         | 69                       | 69                        |
| Vitellius (69 apr. J.-C.)              | Junius Priscus                 | 69                       | 69                        |                                        |                          |                           |
| Vespasien (69-79 apr. J.-C.)           | Arrius Varus                   | 69                       | 70                        | Tiberius Julius Alexander              | 69                       | ??                        |
| Vespasien (69-79 apr. J.-C.)           | Marcus Arrecinus Clemens       | 70                       | 71                        |                                        |                          |                           |
| Vespasien (69-79 apr. J.-C.)           | Titus Flavius Vespasianus      | 71                       | 79                        |                                        |                          |                           |
| Titus (79-81 apr. J.-C.)               |                                |                          |                           |                                        |                          |                           |
| Domitien (81-96 apr. J.-C.)            | Lucius Julius Ursus            | 81                       | 83                        | Cornelius Fuscus                       | 81                       | 87                        |
| Domitien (81-96 apr. J.-C.)            | Lucius Laberius Maximus        | 83                       | 84                        |                                        |                          |                           |
| Domitien (81-96 apr. J.-C.)            | Casperius Aelianus             | 84                       | 94                        |                                        |                          |                           |
| Domitien (81-96 apr. J.-C.)            | Titus Flavius Norbanus         | 94                       | 96                        | Titus Petronius Secundus               | 94                       | 97                        |
| Nerva (96 -98 apr. J.C.)               | Casperius Aelianus II          | 96                       | 98                        |                                        |                          |                           |
| Trajan (98- 117 apr. J.C.)             | Sextus Attius Suburanus        | 98                       | 101                       |                                        |                          |                           |
|                                        | Tiberius Claudius Livianus     | 101                      | 117?                      |                                        |                          |                           |
|                                        | Servius Sulpicius Similis      | vers 112                 | vers 113                  | Publius Acilius Attianus               | vers 112/113             | vers 120 (ou 124)         |
| Hadrien (117 - 138 apr. J.C.)          | Quintus Marcius Turbo          | vers 120 (ou 125)        | vers 136/137              | Caius Septimius Clarus                 | vers 120 (ou 125)        | 122 (ou 128)              |
| Hadrien (117 - 138 apr. J.C.)          | Marcus Petronius Mamertinus    | 138                      | 143                       | Marcus Gavius Maximus                  | 138                      | 158                       |
| Antonin le Pieux (138 - 161 apr. J.C.) | Marcus Petronius Mamertinus    | 138                      | 143                       | Marcus Gavius Maximus                  | 138                      | 158                       |
|                                        |                                |                          | Caius Tattius Maximus     | 158                                    | 160                      |                           |
| Sextus Cornelius Repentinus            | 160                            | 166/167                  | Titus Furius Victorinus   | 160                                    | 168                      |                           |
| Marc-Aurèle (161 - 180 apr. J.C.)      | Titus Flavius Constans         | vers 168                 | Titus Furius Victorinus   | 160                                    | 168                      | vers 168                  |
| Marc-Aurèle (161 - 180 apr. J.C.)      | Marcus Macrinus Vindex         | 168                      | 172                       | Marcus Bassaeus Rufus                  | 168                      | 177                       |
| Marc-Aurèle (161 - 180 apr. J.C.)      | Publius Tarrutenius Paternus   | vers 178/179             | 182                       | Sextus Tigidius Perenis                | 180                      | 185                       |
| Commode (180 - 192 apr. J.C.)          | Titus Longaeus Rufus           | 185                      | 187                       | Publius Atilius Aebutianus             | 185                      | 187                       |
| Commode (180 - 192 apr. J.C.)          | Marcus Aurelius Cleander       | 187                      | 189                       | Lucius Iulius Vehilius Gratus Iulianus | 188                      | 189                       |
| Commode (180 - 192 apr. J.C.)          | Regillus                       | 190                      |                           |                                        |                          |                           |
| Commode (180 - 192 apr. J.C.)          | Motilenus                      | 190                      |                           | Quintus Aemilius Laetus                | 191/192                  | Mars 193                  |
| Didius Julianus(193 apr. J.C.)         | Titus Flavius Genialis         | Avril 193                | Juin 193                  | Tullius Crispinus                      | Avril 193                | Juin 193                  |
| Septime Sévère (192-211 ap. J.-C.)     | Flavius Iuvenalis              | Juin 193                 | 197?                      | Decimus Veturius Macrinus              | Juin 193                 | 197?                      |

- Titus, fils ainé de l'empereur Vespasien, à compter du début du règne de ce dernier, fin 69.
- Cornelius Fuscus sous Domitien de 81 à 86
- Lucius Iulius Ursus sous Domitien vers 81 à 83
- Lucius Laberius Maximus sous Domitien vers 84
- Casperius Aelianus sous Domitien de 84/92 à 94 puis sous Nerva de 97 à 98
- peut-être Marcus Mettius Rufus, sous Domitien, vers 92
- Norbanus, sous Domitien, vers 94 à 96
- Titus Petronius Secundus sous Domitien et Nerva, vers 94 à 96
- Sextus Attius Suburanus Aemilianus sous Trajan de 98 à 101
- Tiberius Claudius Livianus sous Trajan de 101 à une date inconnue
- Servius Sulpicius Similis sous Trajan vers 112-113 a priori
- Publius Acilius Attianus sous Trajan, de 112-114 à 118-125, démis par son successeur Hadrien
- Quintus Marcius Turbo sous Hadrien, de 118-125 jusqu'en peut-être 134-137, préféré à Attianus
- Caius Septicius Clarus, son collègue, de 118-119 à 122 ou de 120-125 à 128
- Titus Longaeus Rufus de 185 à 187 sous Commode
- Tigidius Perennis (en) sous Commode, exécuté en 185
- Marcus Aurelius Cléandre sous Commode, démis puis mis à mort.
- Quintus Aemilius Laetus sous Commode, il restera en place jusqu'en 193, après la mort de ce dernier
- Plautien, de 197 à 205
- Papinien de 205 à 211-212[7] sous Septime Sévère
- Macrin, sous Caracalla, premier chevalier devenu empereur en 217
- Comazon nommé en 218
- Antiochianus sous Héliogabale, cité uniquement par la peu fiable Histoire Auguste (Vie d'Antonin Élagabal, XIV) et inconnu par ailleurs
- Ulpien, sous Sévère Alexandre
- Timésithée, sous Gordien III (241-243)
- Philippe l'Arabe, brièvement sous Gordien III (243). Il devient empereur de Rome par la suite.
- Priscus sous Gordien III et Philippe l'Arabe
- Iulius Placidianus, sous Aurélien (270-275)

## Le préfet du prétoire dans l'Antiquité tardive

### Fonction
En 312, Constantin, après sa victoire sur Maxence supprima les cohortes prétoriennes. Dans les années qui suivirent, sous Constantin lui-même et sous le règne de ses fils, la fonction fut profondément remaniée, la réduisant à un pouvoir civil. Mais il leur donna toutefois autorité à chacun sur un quart de l'empire, déjà divisé en quatre préfectures, qu'ils gouvernèrent désormais : les Gaules, l'Italie, l'Illyrie et l'Orient. À præfectus prætorio, on ajouta alors per Gallias, per Italiam, per Illyricum, per Orientem.
Les préfets du prétoire devinrent des administrateurs civils, formant un collège de deux à six membres, les plus élevés en grade, juste en dessous des empereurs. Ils avaient les pouvoirs de ministres du souverain dans les quatre parties citées, mais leurs actes n'étaient valables que sous son approbation.

### Liste des préfets du prétoire de l'Antiquité tardive

#### Préfecture du prétoire d'Italie
- 343-v. 345 : M. Mæcius Memmius Furius Baburius Cæcilianus Placidus
- v. 345-347 : Vulcacius Rufinus
- 350 : Anicetus ; en juin 350, il s'oppose dans Rome à Nepotianus et se fait tuer.
- 354 : Mæcilius Hilarianus
- 355-361 : Flavius Taurus
- avant 368 - fin 375 : Anicius Petronius Probus ; Probus était alors préfet d’Illyrie, d'Afrique et d’Italie : cinq mois après, Ausone le remplace dans la préfecture d’Afrique et d’Italie : le titre de préfet d’Illyrie est donné au vieux Julius Ausonius.
- 376 : Ausone, préfet d’Afrique et d’Italie
- 377-378 : Flavius Claudius Antonius
- 382 : Flavius Afranius Syagrius
- 384 : Vettius Agorius Prætextatus
- 390-393 : Nicomaque Flavien
- 395 : Nummius Æmilianus Dexter
- 397-399 : Flavius Manlius Theodorus, dit aussi Flavius Mallius Theodorus ou Théodore ; d'après de.wiki, préfet des Gaules en 382-383 et d'Italie en 397-399. Ami de saint Augustin.
- vers 406-408 : Flavius Macrobius Longinianus ; le 13 août 408, Longinianus, qui était préfet du prétoire d'Italie, est égorgé à Pavie par des soldats qui se sont mutinés.
- 409 : Cécilien ; en janvier 409, une ambassade romaine se rend à Ravenne auprès d'Flavius Honorius. Cette ambassade menée par Attale et Cécilien, préfet du prétoire d'Italie, a pour but de faire remplir à Honorius ses obligations vis-à-vis d'Alaric.
- 412-416 : Monachius ; janvier 412, septembre 416 (possible comme préfet d'Illyrie)
- 439-441 : Pétrone Maxime ; août 439 à février 441 .
- vers 452 : Trigetius ; le pape Léon Ier et le préfet du prétoire Trigetius négocient avec Attila. Celui-ci renonce à Rome et se retire d’Italie, contre paiement d’un tribut annuel.
- 533-537 : Cassiodore.
- 537-538 : Fidelis
- 538-539 : Reparat
- 539-542 : Athanase
- 542-552 : Maximin
- 552-554 : Antioche
- 554-567 : Narsès
- 567-584 : Longin

La préfecture du prétoire d'Italie est ensuite remplacée par l'exarchat de Ravenne.

#### Préfecture du prétoire d'Afrique
En principe préfecture Afrique ou Illyrie, mais il semble qu'en 375, les préfectures d'Afrique et d'Illyrie soient distinctes.
- 343/344-346 : Anatolius, à distinguer d’un autre Anatolius préfet d’Illyrie entre 357 et 360
- 347-?353 : Vulcacius Rufinus ; préfet d’Illyrie
- 355-356 : Quintus Flavius Maesius Egnatius Lollianus signo Mavortius, préfet d’Illyrie
- 357-360 : Anatolius, mort en 360 ; préfet d’Illyrie
- 360-361 : Flavius Florentius ; préfet d’Illyrie
- avant 368 - fin 375 : Probus ; fin 375, Probus était alors préfet d’Illyrie, d'Afrique et d’Italie : cinq mois après, Ausone le remplace dans la préfecture d’Afrique et d’Italie : le titre de préfet d’Illyrie est donné à Julius Ausonius
- 376 : Julius Ausonius, préfet d’Illyrie
- 408 : Jovius, préfet de l'Illyricum
- 439 : Talassius ; septembre 439
- 463 : Eusebius
- 468 : Heraclius ; il regroupe les troupes d'Égypte, de la Thébaïde et de la Libye qu'il emmène jusqu'à Tripoli où il soumet les villes de cette province
- 469 : Callicrates
- 486 : Paulus ; janvier 486

#### Préfecture du prétoire d'Orient
Le préfet du prétoire d'Orient s'est peu à peu fixé à Constantinople qui se trouvait dans son ressort (comme la Thrace) ce qui explique qu'il soit parfois nommé préfet du prétoire de Constantinople.
- 301 : Aurélianus est nommé préfet du prétoire à Constantinople (juillet)
- ???? : Domitien
- ???? : Musonien
- vers 316 : Maternus Cynegius
- 323 : Florentius ; avril 323
- 329-337/338 Flavius Ablabius (en), un des favoris de Constantin Ier
- 344-351 : Flavius Philippus, consul en 348
- 354-358 : Strategius Musonianus, préfet d'Orient
- 358-360 : Hermogenes, préfet d'Orient
- 360-361 : Helpidius, préfet d'Orient ; déposé par Julien à la fin de 361.
- 361-363 : Flavius Sallustius, nommé par Julien
- vers 380 : Domitius Modestus, à l'époque des empereurs Valens (364-378), Valentinien (364-392) et Gratien (367-383)
- 384-388 : Cynegius Maternus
- 388-392 : Flavius Eutolmius Tatianus dit aussi Tatianos, de religion païenne. Préfet du prétoire d’Orient sous Théodose Ier (379-395) de 388 à 392, date à laquelle son fils est exécuté et lui-même renvoyé en Lycie (il était originaire de Sidyma). (note : Rufinus est dit succéder à Tatianos, mais problème de dates entre Aurélien et Tatianos ; l'explication réside peut-être dans le fait qu'Aurélien est préfet de Constantinople et non d'Orient)
- 393-394 : Aurélien, ancien préfet de Constantinople
- 394-395 : Flavius Rufinus, préfet du prétoire de Constantinople
- 395-397 : Flavius Cæsarius (1re fois)
- 397-399 : Flavius Eutychianus
- 399-401 : Aurelianus (1re fois) ; Aurélianus est nommé préfet du prétoire d'Orient (juillet) ; sa carrière est freinée sous Eutrope, mais les adversaires de ce dernier, opposés à sa politique favorable aux barbares se regroupent autour de lui. À l'été 399, Aurélien accède à la charge de préfet du prétoire d'orient
- 401 : Flavius Cæsarius (2e fois) ; Césaire, plus favorable aux Goths, succède à son frère Aurélien et retrouve sa charge de préfet du prétoire
- 402-404 : Aurelianus (2e fois)
- 405-414 : Anthémius, grand-père maternel d'Anthémius (Attention, plusieurs Anthémius/ à voir) préfet du prétoire d’Orient de 405 à 414
- 415-416 : Aurelianus (3e fois)
- 416-420 : Monaxius
- 435-436 : Isidorus, oncle maternel d'Anthémius préfet du prétoire d'Orient, en 435-436
- 438 : Flavius Florentius
- 439-441 : Cyrus de Panopolis dit aussi Kyros de Panopolis[8]
- vers 454 : Palladius, préfet du prétoire (de Constantinople ?)[9]
- vers 469 : Amasius, préfet du prétoire de Constantinople ou d'Orient (à préciser)
- 479 : Sebastian;
- 491 : Matronianus
- 494-496 : Hierius
- 496 : Euphemius
- 498 : Polycarpus
- 502 : Constantine (1re fois)
- 503 : Appion
- 503-504 : Leontius
- 505 : Constantine (2e fois)
- 505-506 : Eustathius
- 511-512 : Zoticus
- 512 : Marinus (1re fois)
- 517 : Sergius
- 519 : Marinus (2e fois)
- 520-524 : Demosthenes (520-524)
- 531-532 : Jean de Cappadoce (1re fois)
- 533 : Phokas (533)
- 533-540 : Jean de Cappadoce (2e fois)
- 541 : Thomas
- 543-546 : Pierre Barsymès (1re fois)
- 555-562 : Pierre Barsymès (2e fois)

#### Préfecture du prétoire des Gaules
(janvier 2013).
Les préfets, d'origine pour la plupart gallo-romaine, souvent tiraillés entre leurs attaches locales et leur fonction romaine (cf. Arvandus, etc.), ont un rôle civil et non militaire bien que parfois dans le contexte de l'époque, la distinction soit difficile à faire (voir Exuperantius, Tonantius Ferreolus, Pæonius). Une autre caractéristique des préfets du prétoire des Gaules, réside dans la présence de véritables « dynasties » familiales récipiendaires de cette fonction, comme au Ve siècle les familles d'Avitus et de Sidoine Apollinaire.
En 407, le siège de la préfecture du prétoire des Gaules est rapatrié de Trèves à Arles.
L’Histoire critique de l'établissement de la monarchie françoise dans les Gaules - Livre 1 Chapitre 7 de 1734 décrit l'organisation de la préfecture du prétoire des Gaules à ce début du Ve siècle :

« Il y avoit sous le préfet du prétoire du département des Gaules trois vicaires géneraux, dont l'un étoit pour les Gaules, le second pour l'Espagne, et le troisième pour la Grande-Bretagne. Nous nous bornerons ici à celui des Gaules, qui s'appelloit le vicaire des dix-sept provinces. Cet officier avoit sous lui les dix-sept gouverneurs ou recteurs de ces provinces ; six d'entre eux portoient le titre de président, et les onze autres celui de proconsul. Les comtes qui dans chaque cité particuliere veilloient à l'administration de la justice, et aux affaires de police et de finance, étoient subordonnés au gouverneur dans la province dont étoit leur cité, soit que ce gouverneur s'appellât président, soit qu'il s'appellât proconsul. »

Après 477, à la suite de l'annexion de la Provence par les Wisigoths, la préfecture du prétoire des Gaules disparaît jusqu'en 509, date de son rétablissement par Théodoric.
La préfecture du prétoire des Gaules s'étendait du Maroc jusqu'en Grande-Bretagne, comprenant la Gaule et l'Espagne.
Liste des préfets
- fin IIIe - début IVe siècle : Rictiovarus apparaît dans plusieurs vies de saints du Nord de la Gaule (Picardie et Rhénanie), comme un persécuteur de chrétiens sous Dioclétien : il aurait présidé au supplice de saint Quentin à Saint-Quentin, Crépin et Crépinien à Soissons, Valère et Rufin à Bazoches (Aisne), Fuscien, Victoric et Gentien à Sains-en-Amiénois (Somme), sainte Macre à Fismes (Marne) et de l'enfant Just à Saint-Just-en-Chaussée (Oise). Son existence reste discutée, de même que son statut. Il s'agirait plutôt d'un préfet d'aile de cavalerie, c'est-à-dire, un officier subalterne.
- vers 337-340 : Apollinaris, préfet des Gaules sous Constantin II ; il aurait été un ascendant d'Apollinaris, préfet des Gaules en 408-409.
- vers 340 : Ambrosius, père d'Ambroise de Milan.
- 341 : Aconius Catullinus (ou d’Italie ou d’Illyrie).
- 342-350 : Fabius Titianus ; nommé préfet avant 343, il sert Constant Ier en Gaule jusqu'à la toute fin de son règne puis se met au service de Magnence qui le nomme préfet de Rome le 27 février 350.
- ?353-354 : Vulcacius Rufinus ; ancien préfet d'Italie (345-347) et d'Illyrie (347-353) ; consul en 347.
- 354-355 : C.Ceionius Rufius Volusianus
- 355-357 : Honoratus
- vers 357-360 : Flavius Florentius, homme de Constance II. Dans le courant de l’hiver 358-359, il aurait eu à juger un fonctionnaire accusé de péculat et se serait opposé à Sallustius (préfet d'Orient en 361), conseiller de Julien ; consul en 361 ?
- 360-361 : Nebridius
- 361 : Decimius Germanianus
- 361-363 : Flavius Sallustius (note : probablement une erreur, cf. Sallustius, préfet d'Orient en 361-363).
- vers 361-363 : Felix Philagre, patricien, aïeul présumé d'Avitus, préfet du prétoire des Gaules sous Julien. Il aurait été arien.
- 376-377 : Flavius Claudius Antonius
- 377-378 : Ausone, copréfet des Gaules ; en 376, Gratien nomme le poète gaulois Ausone préfet des Gaules.
- 378-380 : Hespére, fils d'Ausone avec qui il a probablement partagé la charge de préfet.
- avant Théodore : Hilarius.
- 382-383 : Flavius Manlius Theodorus, dit aussi Flavius Mallius Theodorus ou Théodore ; d'après de.wiki, préfet des Gaules en 382-383 et d'Italie en 397-399.
- vers 384 - 386 : Evodius, chargé par Maxime de l'affaire Priscillien, il condamna à mort Priscillien et ses compagnons pour hérésie; rencontre l'évêque saint Martin.
- 389 : Constantius ; novembre 389.
- vers 389 : Arbogast – Il fait exécuter le césar Victor, fils de Maxime, sur ordre de Théodose Ier, à Trèves, au printemps 389.
- avant Théodore : Hilarius (ici ou entre 380 et 382 ?).
- avant 396 : Flavius Manlius Theodorus, dit aussi Flavius Mallius Theodorus ou Théodore ; d'après de.wiki, préfet des Gaules en 382-383 et d'Italie en 397-399 ; deux fois préfet des Gaules (cf. 382-383) ?
- 396-400 : Flavius Vincentius, successeur de Théodore. Il est préfet du prétoire des Gaules pendant cinq ans et séjourne souvent à Tours ; on a deux lois d'Honorius de l'année 400, adressées à Vincentius, alors préfet des Gaules[12] ; consul en 401[13].
- vers 401 : Andromachus.
- vers 402 : Claudius Posthumus Dardanus, fidèle à l'empereur légitime Honorius contre l'usurpateur Jovin — deux fois préfet — riche propriétaire arlésien, Dardanus se convertit au christianisme et se retire dans les Alpes où il entreprend une relation épistolaire avec Jérôme de Stridon et Augustin d'Hippone.
- 404-405 : Romulianus ; après le 22 avril 404[14] au 6 août 405.
- … : probablement un autre préfet du prétoire (Pétronius ?) entre Romulianus et Limenius.
- 402-408 ? : Pétronius, premier préfet du Prétoire résidant en Arles[15].
- vers 408 : Limenius – assassiné le 13 août 408 à Pavie[16] — Sidoine Apollinaire, souvent partial, évoque sa lâcheté.
- 408-409 : Apollinaris, grand-père paternel de Sidoine Apollinaire. Il fut le premier de sa famille à renoncer à l'idolâtrie pour embrasser le christianisme ; il exerça la préfecture dans les Gaules sous Constantin et soutiendra l'usurpateur Jovin, ce qui explique les propos peu amènes de Sidoine Apollinaire sur le préfet Claudius Posthumus Dardanus, homme d'origine modeste, qui exécutera en 413 Jovin.
- 409-411 : Decime Rustique, successeur et ami d'Apollinaris ; il soutient Constantin III et Jovin puis est mis à mort par les représentants de l'empereur Honorius.
- 412-413 : Claudius Posthumus Dardanus, fidèle à l'empereur légitime Honorius contre l'usurpateur Jovin, il aurait personnellement exécuté Jovin après sa capture en 413 et dirigé une sévère répression contre les aristocrates gallon-romains qui avaient suivi cet usurpateur.
- 413 : Vicentius ; mai 413.
- vers 414 : Julius – il aurait séjourné à Autun.
- 416-418 : Agricola, destinataire en 418 de l'édit d'Honorius fixant à Arles l'assemblée des Sept-Provinces, consul de Rome en 421.
- 422 : Flavius Avitus Marianus : il aurait été préfet du prétoire en 422 et consul ordinaire en 423.
- 421-424 : Exsuperantius, citoyen du diocèse de Poitiers, il est nommé préfet par Constance III puis tué par la garnison romaine d'Arles à l'époque du siège de la cité par les Wisigoths[17]. Sous Honorius, probablement en 416 ou 417, il traite avec les Armoriques, pour les ramener sous l'autorité de Rome.
- vers 425 : Amatus ou Amatius. Destinataire le 9 juillet 425, avec l'évêque d'Arles Patrocle, d'un des premiers décrets de l'empereur Valentinien III où il est stipulé l’interdiction faites aux Juifs d’occuper des fonctions judiciaires, de servir dans l’armée et de posséder des serviteurs chrétiens. Ce même décret, ou un autre toujours de Valentinien III et de la même année, rétablit le privilège des clercs aboli par Jean et prescrit au préfet des Gaules Amatius d'informer les gouverneurs de provinces que les juges séculiers doivent s'abstenir, sous peine de sacrilège, de citer les clercs devant leur tribunal, l'évêque étant seul compétent.
- 426-427? : Ætius ; il obtient de Galla Placidia la préfecture des Gaules.
- 430 : Castus ou Cassius ? Un certain Castus affublé du titre de gouverneur aurait intercepté, en 430, le moine Hilaire qui partait d'Arles après les funérailles de l'archevêque Honorat ; d'après Émilienne Demougeot, il existe un dénommé Cassius, magister militum per Gallias en 430. En conclusion ce Castus ou Cassius n'était probablement pas préfet du prétoire.
- 435-437 : Auxiliaris ; il accorde des remises d'impôts à saint Germain évêque d'Auxerre. Auxiliaris est alors préfet des Gaules et réside à Arles[18]. Ami de l'archevêque d'Arles Hilaire, on connaît une lettre de lui à l'archevêque datant probablement de 445[19] ; il intervient également en 446 ou 447, pour réconcilier ce dernier avec le pape Léon Ier. Auxiliaris occupe à cette époque le poste de préfet de Rome ou d'Italie[20].
- 439 ? : Avitus, préfet du prétoire d'origine arverne, beau-père du poète Sidoine Apollinaire, grand diplomate gaulois, et futur empereur en 455-456.
- 439 : Florentius ; février 439, juillet 439, décembre 439 ; possible ancien préfet d'Orient de 438 (Flavius Florentius).
- 440-??? : Albinus ; il aurait eu des démêlés avec Ætius vers 440[21].
- vers 441-445 : Marcellus ; vers 441-445, il aurait participé financièrement avec l’évêque de Marseille Venerius (431-452) et Agroecius et Salutius, riches laïcs narbonnais, sous la direction de Rusticus, évêque de Narbonne de 427 à 461, à la reconstruction de la cathédrale de Narbonne détruite par un incendie.
- 448-449 : le père de Sidoine Apollinaire, dont le nom exact ne nous est pas conservé[22], peut-être Alcime Apollinaire.
- entre 419 et 455 : Trigetius, ami de Sidoine Apollinaire, peut-être préfet des Gaules (ou préfet de Rome) sous Valentinien III (probablement plutôt vers les années 450).
- 451-453 : Tonantius Ferreolus, préfet du prétoire des Gaules de 451 à 452-453 (d'autres sources indiquent 450-453).
- avant 456 : Priscus Valerianus cousin de l'empereur Avitus et parent de saint Eucher, évêque de Lyon († 449).
- après 456-458 : Paeonius – Après la déposition de l'empereur Avitus en 456, suivie peu de temps après de sa mort, Sidoine Apollinaire écrit sur une « conjuration Marcelliana » en Gaule, dirigée par un nommé Paeonius qui, assumant de facto le titre vacant de préfet du prétoire des Gaules. Participe avec l'empereur Majorien et l'ancien préfet Magnus à une réunion à Arles en 461.
- 459-460 : Magnus — originaire de Narbonne, nommé par Majorien, il aurait succédé à Paeonius — consul en 460. Il aurait eu trois enfants : Magnus Felix, Probus, Araneola.
 D'autres sources indiquent fin 458 - fin 459[23].
- 464-469 : Arvandus d'origine gauloise (ou arménienne ?) ; condamné à mort à Rome pour trahison au profit d'Euric, sa peine est commuée en un bannissement sur intervention de Sidoine Apollinaire.
- Vers 470 : Magnus Felix dit parfois Félix (préfet du prétoire, mais doute s'il s'agit de celui d'Italie ou des Gaules), fils du consul Magnus. Ami et condisciple de Sidoine Apollinaire, patrice vers 468, abandonne la vie politique et se retire à Arles entre 475 et 480 auprès de l'évêque Léonce[24]. D'après une lettre de l'évêque Fauste, il est encore en vie en 483. Son fils devient sous Théodoric II, le consul unique de 511[25].
- vers 471 : Seronatus. Peut-être simple vicaire du préfet des Gaules, il est exécuté en 471 pour tentative de trahison au profit d'Euric. Évoqué par Sidoine Apollinaire qui loin de le défendre comme Arvandus, l'accable.
- vers 471 : Entrope, ami de Sidoine Apollinaire, il est originaire de l'Auvergne ou du Lyonnais[26] (note : possible aussi vers 474).
- vers 473 : Aurelianis ou Trotadius.
- ??? - Ecdicius – fils d'Avitus, il devint préfet des Gaules (? /douteux) ; nommé magister militum præsentalis en 474.
- 475 - après 477 : Polème, issu d'une famille romaine mais né à Bordeaux ou dans ses environs, il est probablement parent de Sidoine Apollinaire. Il est nommé préfet du prétoire des Gaules par Julius Nepos et il assume cette charge pendant plus de deux ans, même après la destitution de l'empereur Népos[27].

## Le préfet du prétoire au Haut Moyen Âge

### Fonction
Comme de nombreuses institutions (comme le Sénat romain), la préfecture du prétoire survécut en Occident à la chute de l'Empire romain en 476. Elle fut attribuée par des souverains barbares qui gouvernaient des territoires anciennement romains, et qui perpétuaient les coutumes romaines. La nature exacte de leur rôle n'est pas connue, mais l'on sait que Libère, nommé par l'Ostrogoth Théodoric, roi d'Italie à Ravenne, eut par exemple à se battre contre les Burgondes dans les années 520, ce qui montre une nouvelle évolution : de strictement administrative, la fonction redevint probablement militaire.
D'après Édouard Baratier, le préfet des Gaules aurait subsisté à Arles après 536, date du rattachement de la Provence aux Francs ; il aurait été le représentant, pour la Provence gouvernée indivis, des rois Thibert et Childebert.
Les préfets du prétoire disparaissent au VIIe siècle, le dernier connu étant Alexandre, attesté en 626.

### Liste
- Préfecture du prétoire d'Orient :
  - avant 528 : Basyle
  - vers 533 : Ménas
- Préfecture du prétoire des Gaules :
  - 510 - 534 : Libère, dit aussi Liberius, nommé par Théodoric ; au concile d'Orange de 529, Libère, préfet du prétoire et sept autres « hommes illustres » signent sous les signatures des évêques.
  - après 536 : Martias ?
  - après 536 : Parthénius
  - après 536 : Agrecola